# Popeye Village

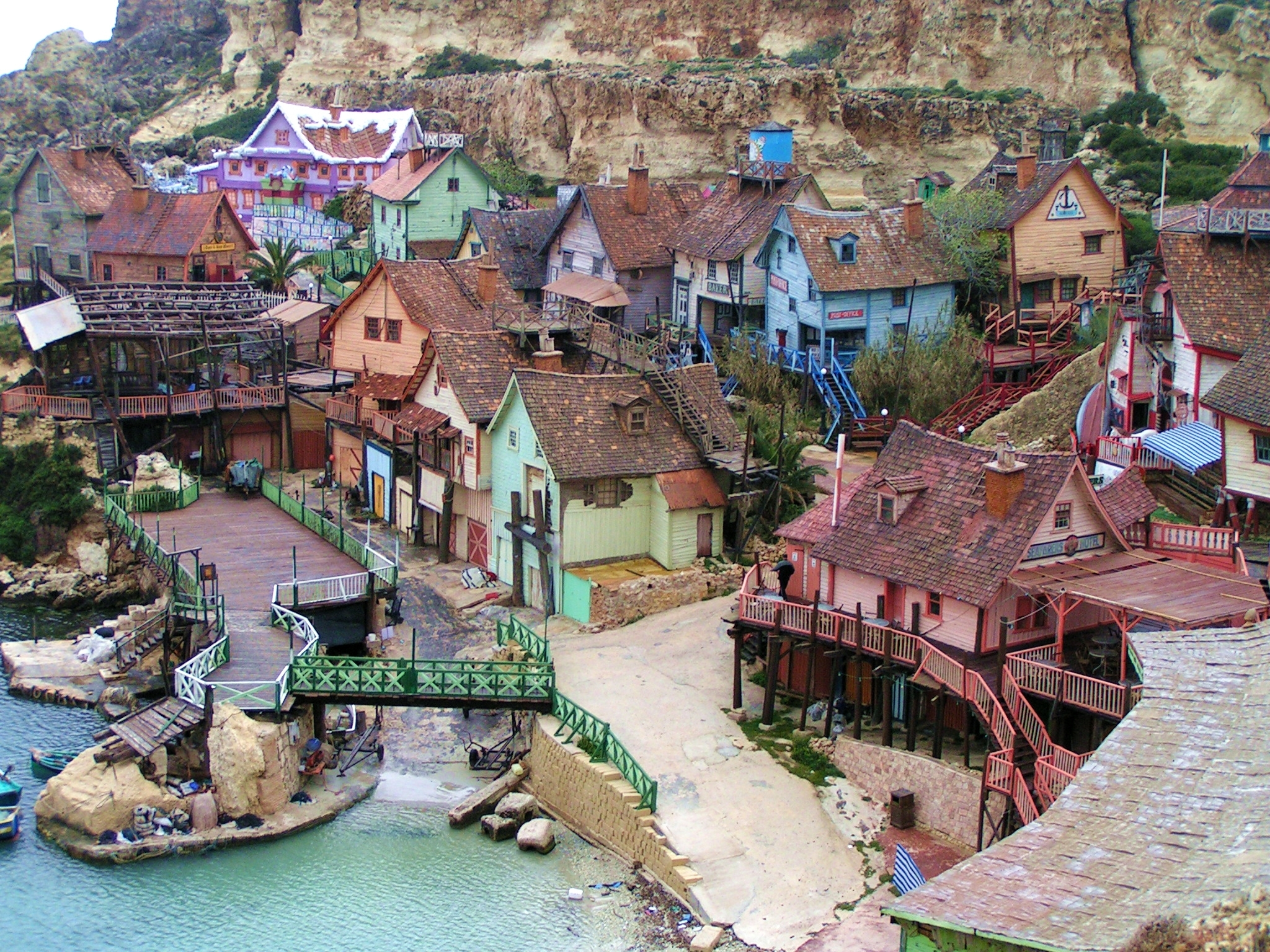
Popeye Village von oben

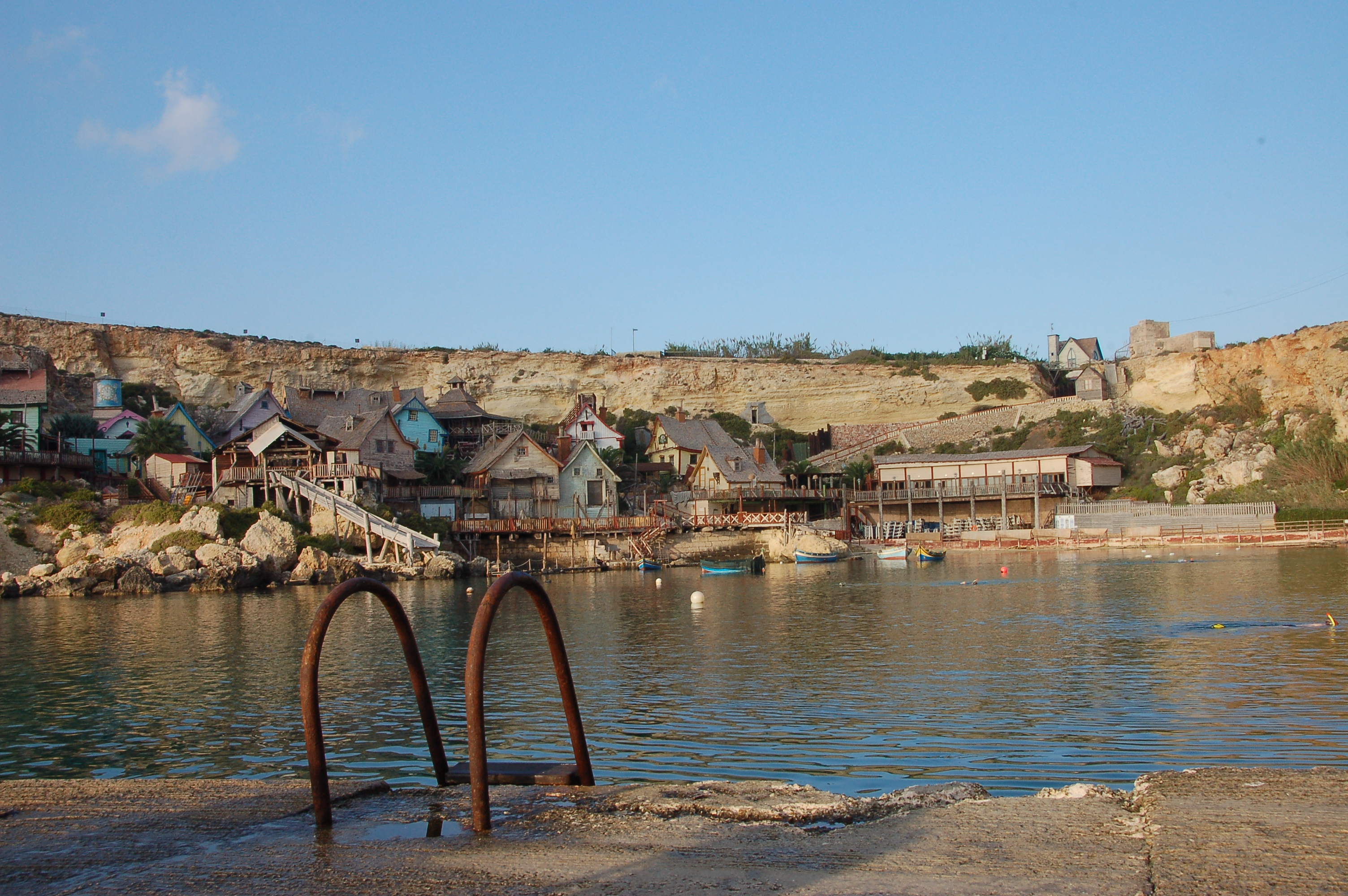
Popeye Village vom Wellenbrecher in der Anchor Bay aus gesehen

Popeye Village, auch bekannt als Sweethaven Village, ist eine Kulissenstadt auf Malta, die der Regisseur Robert Altman 1979 für den Film Popeye – Der Seemann mit dem harten Schlag aufbauen ließ. Heute wird der Ort als Freizeitpark genutzt.

## Lage
Der Ort befindet sich etwa zwei Kilometer westlich der Stadt Mellieħa im Nordwesten der Insel Malta am Ufer der Anchor Bay. Mit dem Bau wurde 1979 begonnen, und es dauerte etwa sieben Monate, bis der Ort mit 19 Holzhäusern, Wegen und Hafenanlagen fertiggestellt war.

## Freizeitpark
Der Ort blieb nach dem Filmdreh erhalten, wurde ausgebaut und wird heute als Popeye Village Fun Park genutzt. Der Park ist täglich geöffnet und bietet neben den charakteristischen Häusern auch Shows und Bootstouren auf der Anchor Bay. In einigen Häusern sind verschiedene Requisiten des Films ausgestellt. Im Kino mit etwa 40 Sitzplätzen in der Ortsmitte informiert ein Film die Besucher über den Kulissenbau und den Filmdreh. Nach zwei Bränden wurde das Popeye Village jeweils im gleichen Stil wieder aufgebaut.